# Anton Žvan
Asist. dr. Anton Žvan, slovenski filozof in univerzitetni pedagoški delavec - asistent, * 15. marec 1927, Ljubljana, † 2015, Ljubljana
V letih od 1955 do 1987 je bil zaposlen kot asistent na Filozofski fakulteti Univerze v Ljubljani. Doktoriral je leta 1978. Upokojil se je leta 1987 sredi postopka imenovanja v naziv za docenta za novoveško in sodobno filozofijo. Za svoje strokovno delo je leta 2003 kot asistent v pokoju prejel veliko priznanje Filozofske fakultete Univerze v Ljubljani.

## Življenje
Rodil se je leta 1927 v Ljubljani. Gimnazijo je dokončal v Ljubljani, kjer je leta 1945 maturiral. V času gimnazijskega obdobja je bilo njegovo šolanje prekinjeno v letih 1942 in 1943, ko je bil interniran zaradi sodelovanja v  Osvobodilni fronti (OF). Vojaški rok je odslužil v letih 1945–1947. Po odsluženju vojaškega roka je leta 1947 na Filozofski fakulteti Univerze v Ljubljani najprej do leta 1949 študiral slavistiko, nato pa na isti fakulteti nadaljeval študij samostojne filozofije in psihologije, kjer je 29. septembra 1954 diplomiral.
V času študija je na ljubljanskih gimnazijah tri leta honorarno poučeval filozofijo in psihologijo ter predaval teorijo družbenih ved. Septembra leta 1954 je postal profesorski pripravnik na VII. gimnaziji v Ljubljani. Obdobje po diplomi je posvetil študiju nemške klasične filozofije in marksizma. Iz te materije je črpal osnove za obravnavo vprašanja spoznavne teorije in sociologije na posebnem tečaju za osmošolce ljubljanskih gimnazij leta 1955.26. oktobra 1955 je bil prvič izvoljen za asistenta za teorijo družbenih ved, sodobno meščansko filozofijo na tedanjem Oddelku za filozofijo in sociologijo Filozofske fakultete Univerze v Ljubljani (kasneje imenovan Oddelek za filozofijo). Leta 1957 je opravil dvomesečno specializacijo v Zagrebu in leta 1959 specializacijo v Beogradu. Istega leta je sledila ponovna izvolitev na mesto asistenta. Leta 1960 je dobil štipendijo francoske vlade za študij v Parizu, vendar je moral zaradi bolezni študij prekiniti. Leta 1963 je bil izvoljen za asistenta, tokrat za sodobno filozofijo in nato leta 1968 ponovno izvoljen na isto mesto. Obsežno doktorsko disertacijo (228 strani, kot prvi del) iz problematike prehoda fenomenologije v eksistencializem z naslovom Transcendentalna filozofija pri Kantu in Husserlu je oddal leta 1972 ter jo uspešno zagovarjal leta 1978. V disertaciji se izraža izjemen občutek za pomenske premike in konstitutivne vidike znotraj filozofskega mišljenja, ki ga je Žvan na predavanjih in seminarjih prenesel tudi na svoje študente. Leta 1979 bil nato izvoljen za asistenta za novoveško filozofijo. Upokojil se je leta 1987 sredi postopka imenovanja v naziv za docenta za novoveško in sodobno filozofijo.Umrl je leta 2015. Pokopan je na Žalah.

## Pedagoška, znanstvena in raziskovalna dejavnost
Žvanova pedagoška, znanstvena in raziskovala dejavnost je obsegala predvsem dve tematski področji. Ukvarjal se je s sodobno filozofijo s težiščem na fenomenologiji ter z novoveško filozofijo od Descartesa do Kanta oz. nemško klasično filozofijo. Asistent dr. Žvan je v svojih predavanjih in seminarjih obravnaval tudi naslednje teme: utemeljitev transcendentalne filozofije pri Descartesu, ontološka in gnoseološka problematika v Leibnizovi filozofiji, racionalistična, empiristična in kriti(cisti)čna orientacija v novoveški filozofiji, kritična osvetlitev Kantove transcendentalne filozofije s poudarkom na Husserlovi transcendentalni fenomenologiji.Žvan je kot asistent sprva sodeloval pri seminarju iz uvoda v družbene vede, pod vodstvom doc. dr. Seliškarja pa pri seminarjih iz spoznavne teorije. V študijskem letu 1961/62 je predaval prvima dvema letnikoma zgodovino filozofije. Od leta 1963 je sodeloval v seminarju iz sodobne filozofije (Husserl, Sartre, Heidegger).Ker vse od ustanovitve Oddelka za filozofijo pa do študijskega leta 1961/62 v seznamu predavanj ni zapisana dejavnost asistentov, je asistent dr. Anton Žvan na seznamu predavanj vpisan šele v študijskem letu 1963/64. V študijskih letih od 1963 do 1970 je predaval na naslednjih vajah in predavanjih:
- študijsko leto 1963/64: Žvan Anton, asistent: Vaje iz eksistencializma, 2 uri za slušatelje III. in IV. letnika (z); Vaje iz antropologije 2 uri za slušatelje III. in IV. letnika (p).
- študijsko leto 1964/65: Žvan Anton, asistent: J. P. Sartre (seminarske vaje) 2 uri za III.- IV. letnik (zp); Platon (Proseminar) 2 uri za slušatelje I. letnik (p).
- študijsko leto 1965/66: Žvan Anton, asistent: J. P. Sartre (nadaljevanje), seminarske vaje 2 uri za III. in IV. letnik (zp).
- študijsko leto 1966/67: Žvan Anton, asistent: Problem subjekta v nekaterih smereh sodobne filozofije, seminar 2 uri za III. in IV. letnik (zp); Subjekt pri sofistih in Platonu, seminar 2 uri za I. in II. letnik (p).
- študijsko leto 1967/68: Žvan Anton, asistent: Razvoj racionalizma od Descartesa do Hegla, vaje 2 uri, za II. in III. letnik (zp); Problem subjekta v sodobni filozofiji (nadaljevanje), vaje 2 uri, za III. in IV. letnik (zp).
- študijsko leto 1968/69: Žvan Anton, asistent: Angleški empirizem, vaje 2 uri za I. in II. letnik. (zp); Filozofija E. Husserla, vaje 2 uri za III. in IV. letnik (zp).
- za študijsko leto 1969/70: Žvan Anton, asistent: Problem fenomena pri Kantu in Husserlu, vaje 4 ure za III. in IV. letnik (zp).

Dr. Žvan je poučeval v času ideoloških pritiskov, ki so ga prizadeli tako poklicno kot tudi osebno. Za obdobje po drugi svetovni vojni je bilo značilno, da so tiste, ki se niso podredili ideološkim in političnim zahtevam komunističnega režima, ovirali ali jih celo izločili. Kdor se z režimom ni v celoti strinjal, ga je lahko doletela zaporna kazen, lahko je izgubil službo, ni mogel napredovati, nekateri so imeli prepoved javnega nastopanja, predavatelji prepoved predavanj, nekateri niso smeli objavljati svojih prispevkov, ipd. "Anton Žvan se je tem pritiskom uprl na svojevrsten način, s sokratskim pristopom, s katerim je znal v časih, ki niso bili ugodni za filozofijo, pokazati spoštovanje do filozofije brez omejitev specifičnih orientacij in svetovno nazorskih predsodkov ter brez škodljivega prilaščanja akademskih položajev."
Zelo malo je objavljal. Prof. dr. Renata Salecl je zapisala: "Profesor Žvan je veljal za nekoga, ki ima izjemno znanje, a je na žalost objavil zelo malo in imel zato velike probleme pri napredovanju po univerzitetni hiearhiji. Paradoksno pa je ta profesor, ki je imel takšno blokado pisanja, izjemno vplival na študente, ki smo se preizkušali v prvih poskusih oblikovanja misli na papirju.”
Dr. Žvan je pustil velik vtis na številne generacije. S študenti je obravnaval teoretsko filozofijo. Njegova tedanja študentka Alenka Hladnik  se spominja: "Profesor Žvan je vpeljeval v filozofijo nehote, nezavedno, kot so pokazali kasnejši pogovori z njim. Pravzaprav je bil s svojim miselnim odnosom do filozofije pomemben vzor za tisto, o čemer smo brali v filozofskih knjigah. Kajti tudi oddelek za filozofijo na Filozofski fakulteti v Ljubljani je prakticiral zgodovinsko-ideološko paradigmo." 
Poučeval je po sokratski metodi. Alenka Hladnik je zapisala: "Edini univerzitetni profesor, ki ga je med mojim študijem zares zanimalo naše mišljenje in ga je znal spodbuditi, če drugače ne, tudi s provokacijo, je bil Anton Žvan. Zato so bili njegovi seminarji v tistem času oblegani, zato smo se še ure pogovarjali z njim na stopnišču ali ob srečanjih v mestu ali kar pri njem doma […]" 
Od študentov je vedno zahteval, da so znali razložiti pojem, ki so ga uporabljali in pri tem je vztrajal. Prof. dr. Renata Salecl se spominja: "Njegovo preizpraševanje pojmov mi mnogokrat še danes odzvanja v glavi. Ko zapišem kakšen pojem, se hitro vprašam: Ali znaš ta pojem razložiti, zakaj si uporabila prav to besedo, kaj si pravzaprav želela z njo izreči?"
Prof. dr. Dean Komel je v In memoriam zapisal, da je bila po Žvanu filozofija ne samo zakladnica strokovnega znanja, ki se poljubno zgodovinsko našteva, ampak jo vodi lastna težnja po razumevanju in zavestnem razumevanju Biti.

## Druge dejavnosti
Anton Žvan je imel leta 1957 radijsko predavanje Socialna filozofija Platona. Na ljudski univerzi v Ljubljani je imel leta 1960 več predavanj iz etike in morale. Leta 1962 je imel za profesorje filozofije predavanje Problem biti v sodobni filozofiji in Svet kot filozofski problem. Leta 1964 je imel na inštitutu za filozofijo in sociologijo predavanji Heidegger in filozofska tradicija ter Heidegger in Sartre.

## Odlikovanja in nagrade
Za svoje delo v narodnoosvobodilnem gibanju je prejel medaljo zaslug za narod 3. stopnje ter častno priznanje za udeležbo v organiziranem osvobodilnem delovanju v Ljubljani med narodnoosvobodilnim bojem (NOB).Za svoje strokovno delo pa je leta 2003 kot asistent v pokoju prejel veliko priznanje Filozofske fakultete Univerze v Ljubljani za pomemben prispevek k razvoju in ugledu svoje stroke ter k splošnemu napredovanju Filozofske fakultete.